# Пилипенко Михайло Харлампійович
Михайло Харлампійович Пилипенко (26 вересня (8 жовтня) 1888, Носачів — 27 липня 1952, Київ) — український актор, заслужений артист УРСР (з 1936 року).

## Біографія
Народився 26 вересня (8 жовтня) 1888 в селі Носачові (тепер Смілянського району Черкаської області). У 1917–1920 роках навчався в Київському музично-драматичному інституті імені М. В. Лисенка. Творчу діяльність почав 1919 році в Першому театрі Української Радянської Республіки імені Шевченка. У 1921–1952 роках — актор Українського драматичного театру імені І. Франка. У 1936–1937 роках виступав у Державному театрі музичної комедії УРСР.
Помер 27 липня 1952 року. Похований в Києві на Байковому кладовищі.

## Творчість
Виконував ролі: Акіл Акілович, кум Савка («Суєта», «Сто тисяч» Карпенка-Карого), Таратута («Майстри часу» Кочерги), дяк Гаврило («Богдан Хмельницький» Корнійчука), Караваєв («Заколот» за Фурмановим), Клюква («Багато галасу даремно» Шекспіра) та інші. Виступав на естраді з читанням гумористичних і сатиричних творів.